# Kolarina
Kolarina falu Horvátországban Zára megyében. Közigazgatásilag Benkovachoz tartozik.

## Fekvése
Zárától légvonalban 38, közúton 53 km-re délkeletre, községközpontjától 8 km-re délkeletre Dalmácia északi részén, Ravni kotar területén fekszik.

## Története
Kolarina már a középkorban is létezett, „Colarin”, „Colarine” alakban említik a korabeli források. Temploma is középkori eredetű, a 12. vagy a 13. században épült román stílusban. Eredetileg Szent György tiszteletére volt szentelve. A falu a Jamomet nemzetség podlužjei birtokának része volt. A Jamometek vagy Jamometićek egyike volt annak a tizenkét horvát nemzetségnek, amelyek 1102-ben Biogradban részt vettek Kálmán magyar király horvát királlyá koronázásán és hűségükért a királytól birtokadományokban részesültek. A nemzetség 1481 körül Zára környékén tűnik el a történeti forrásokból. A település 1409-től Dalmáciával együtt velencei kézre került. 1527-ben a környező településekkel együtt elfoglalta a török. A török uralom 1683-ig tartott. Ekkor új népesség költözött be az üresen hagyott területre, mely pravoszláv (tulajdonképpen szerb) volt, akiket a korabeli velencei források vlachoknak, illetve morlakoknak neveznek. A régi katolikus templomot a 18. században a pravoszláv hívek vették át, akik gazdagon díszített ikonosztázzal ékesítették. A falu 1797-ig a Velencei Köztársaság része volt. Miután a francia seregek felszámolták a Velencei Köztársaságot és a campo formiói béke értelmében osztrák csapatok szállták meg. 1806-ban a pozsonyi béke alapján az Első Francia Császárság Illír Tartományának része lett. 1815-ben a bécsi kongresszus újra Ausztriának adta, amely a Dalmát Királyság részeként Zárából igazgatta 1918-ig. A településnek 1857-ben 194, 1910-ben 320 lakosa volt. Az első világháború után előbb a Szerb-Horvát-Szlovén Királyság, majd Jugoszlávia része lett. A második világháború idején 1941-ben a szomszédos településekkel együtt Olaszország fennhatósága alá került. Az 1943. szeptemberi olasz kapituláció után visszatért Horvátországhoz, majd újra Jugoszlávia része lett. 1991-ben lakosságának 96 százaléka szerb nemzetiségű volt. 1991 folyamán szerb lakói csatlakoztak a Krajinai Szerb Köztársasághoz és a település szerb igazgatás alá került. 1995 augusztusában a Vihar hadművelet során foglalta vissza a horvát hadsereg. Szerb lakói elmenekültek és azóta is csak nagyon kevesen tértek vissza. A településnek 2011-ben 39 lakosa volt, akik főként mezőgazdasággal és állattartással foglalkoztak.

## Lakosság
| Lakosság változása | Lakosság változása | Lakosság változása | Lakosság változása | Lakosság változása | Lakosság változása | Lakosság változása | Lakosság változása | Lakosság változása | Lakosság változása | Lakosság változása | Lakosság változása | Lakosság változása | Lakosság változása | Lakosság változása | Lakosság változása |
| ------------------ | ------------------ | ------------------ | ------------------ | ------------------ | ------------------ | ------------------ | ------------------ | ------------------ | ------------------ | ------------------ | ------------------ | ------------------ | ------------------ | ------------------ | ------------------ |
| 1857               | 1869               | 1880               | 1890               | 1900               | 1910               | 1921               | 1931               | 1948               | 1953               | 1961               | 1971               | 1981               | 1991               | 2001               | 2011               |
| 194                | 209                | 226                | 227                | 270                | 320                | 315                | 334                | 433                | 424                | 440                | 399                | 442                | 440                | 13                 | 39                 |

## Nevezetességei
Szent Petka (Paraskeva) tiszteletére szentelt szerb pravoszláv temploma középkori eredetű, a 12/13. században épült római katolikus templomként. 1682-ben megújították. A 18. században vették át a pravoszláv hívek. Egyszerű, egyhajós épület, melynek eredeti formájából a román stílusú kapuzat maradt meg legépebben. Lunettáját kereszt mintázatú dombornű díszíti. A déli fal ablaka szintén román stílusú. Ikonosztáza két fázisban készült. Régebbi részeit a 18. század végén és a 19. század elején készítették. Új része 1892-ben készült amikor a művet Dane Petranović festőművész fejezte be.